# Polysulfaan
Een polysulfaan is een chemische verbinding van waterstof (H) en zwavel (S) met de algemene formule {\displaystyle {\ce {H2S_{n}}}}, waarin n groter is dan 1.
De verbindingen met twee tot acht zwavel-atomen zijn geïsoleerd; langere ketens zijn wel waargenomen, maar alleen in oplossing. {\displaystyle {\ce {H2S2}}} is een kleurloze vloeistof, hogere leden van deze groep zijn geel, de intensiteit van de kleur neem toe met het aantal zwavel-atomen in de verbinding. In de chemische literatuur wordt de term polysulfaan soms ook gebruikt voor verbindingen met het structuur-element {\displaystyle {\ce {-S_{n}\, -}}}, bijvoorbeeld in organische polysulfanen: {\displaystyle {\ce {R^{1}\, - \, S_{n}\, - \, R^{2}}}}.

## Structuur
Polysulfanen bestaan uit een onvertakte keten zwavel-atomen, aan weerszijden afgesloten met een waterstofatoom. Het vertakte isomeer van tetrasulfaan, {\displaystyle {\ce {H2S4}}}, waarin het vierde zwavel-atoom aan het centrale is gekoppeld, zou beschreven moeten worden als trithiozwaveligzuur. Berekeningen laten echter zien dat het minder stabiel zou zijn dan het lineaire isomeer. De hoek van de S-S-S bindingen in trisulfaan, {\displaystyle {\ce {HSSSH}}} en hogere homologen is ongeveer 90°.

## Synthese
In tegenstelling tot de thermodynamische instabiliteit van polysulfaten worden polysulfide anionen spontaan gevormd als een sulfide-oplossing met elementair zwavel behandeld wordt:
{\displaystyle {\ce {S^{2-}\ + (n \,- 1)S \ -> S_{n}^{2-}}}}
Polysulfanen kunnen ook gemaakt worden uit polysulfides door een oplossing van een polysufide-zout aan gekoeld, geconcentreerd zoutzuur toe te voegen. Een mengsel van polysulfides scheidt zich als een olie af. De verschillende polysulfanen kunnen vervolgens via gefractioneerde destillatie van elkaar gescheiden worden. Meer selectieve synthesemethodes zijn onder andere: 
{\displaystyle {\ce {Na2S_{n}\ +\ 2HCl\ ->\ 2NaCl\ +\ H2S_{n}\ \ \ n\ =\ 4,\ 5,\ 6}}}
{\displaystyle {\ce {S_{n}Cl2\ +\ 2H2S_{m}\ ->\ 2HCl\ +\ H2S_{n\,+2m}}}}

## Reacties
Polysulfanen worden makkelijk geoxideerd en zijn thermodynamisch instabiel ten opzichte van  dispropartionering naar waterstofsulfide en zwavel.
{\displaystyle {\ce {8 H2S_{n}\ -> \ 8 H2S \ + \ (n \,- 1) S8}}}
In bovenstaande reactiie is {\displaystyle {\ce {S8}}} octazwavel, een van de allotropen van zwavel.
De ontledingsreactie wordt gekatalyseerd door basen. Om deze reactie te onderdrukken worden houders voor het bewaren van polysulfanen vaak eerst met zuur behandeld om sporen alkali te verwijderen.
De reacie van polysulfanen met zwaveldichloride of dizwaveldichlrode levert dichloorsulfanen:
{\displaystyle {\ce {2SCl2\ +\ H2S_{n}\ ->\ 2HCl\ +\ S_{2\,+n}Cl2}}}
{\displaystyle {\ce {2S2Cl2\ +\ H2S_{n}\ ->\ 2HCl\ +\ S_{4\,+n}Cl2}}}
Met sulfiet en cyanide (basen!) treden reacties op waarbij respectievelijk thiosulfaat en thiocyanaat ontstaan met {\displaystyle {\ce {H2S}}} als bijproduct.

## Eigenschappen
Naast {\displaystyle {\ce {H2S}}} en {\displaystyle {\ce {H2S2}}} is een aantal hogere sulfanen {\displaystyle {\ce {H2S_{n}}}} (met n = 3 - 8) in de literatuur beschreven. Zij hebben onvertakte zwavel-ketens, en vanaf disulfaan zijn het onder standaardomstandigheden allemaal vloeistoffen. De dichtheid, het kookpunt en de viscositeit stijgen allemaal met het stijgend aantal zwavel-atomen in het molecuul. In onderstaande tabel zijn een aantal fysische grootheden van polysulfanen weergegeven.
| Formule                      | Naam                       | Dichtheid at 20 °C (g/cm3) | Dampdruk (Pa)           | Geextrapoleerd kookpunt (°C) |
| ---------------------------- | -------------------------- | -------------------------- | ----------------------- | ---------------------------- |
| {\displaystyle {\ce {H2S}}}  | Sulfaan (waterstofsulfide) | 1.363 g/dm3 (gas)          | 1740 (kPa, 21 °C) (gas) | −60                          |
| {\displaystyle {\ce {H2S2}}} | Disulfaan                  | 1.334                      | 11690                   | 70                           |
| {\displaystyle {\ce {H2S3}}} | Trisulfaan                 | 1.491                      | 190                     | 170                          |
| {\displaystyle {\ce {H2S4}}} | Tetrasulfaan               | 1.582                      | 4,7                     | 240                          |
| {\displaystyle {\ce {H2S5}}} | Pentasulfaan               | 1.644                      | 0,16                    | 285                          |
| {\displaystyle {\ce {H2S6}}} | Hexasulfaan                | 1.688                      | ?                       | ?                            |
| {\displaystyle {\ce {H2S7}}} | Heptasulfaan               | 1.721                      | ?                       | ?                            |
| {\displaystyle {\ce {H2S8}}} | Octasulfaan                | 1.747                      | ?                       | ?                            |